# (2280) Kunikov
(2280) Kunikov (1971 SL2; 1970 GY1) ist ein Asteroid des inneren Hauptgürtels, der am 26. September 1971 von der russischen Astronomin Tamara Michailowna Smirnowa am Krim-Observatorium in Nautschnyj (IAU-Code 095) entdeckt wurde.

## Benennung
(2280) Kunikov wurde nach dem sowjetischen Caesar Lvovich Kunikov (1909–1943) benannt, einem Offizier der Russischen Marineinfanterie im Zweiten Weltkrieg, unter dessen Führung Malaya Zemlya im Rahmen der Nordkaukasischen Operation zurückerobert wurde. Er wurde in Gelendschik tödlich verwundet.